# Rinodina subtristis
Rinodina subtristis är en lavart som först beskrevs av William Nylander och som fick sitt nu gällande namn av Helmut Mayrhofer. 
Rinodina subtristis ingår i släktet Rinodina och familjen Physciaceae. Inga underarter finns listade i Catalogue of Life.